# Foreningen Danske Detektiver og Erhvervsefterforskere
Foreningen Danske Detektiver og Erhvervsefterforskere (forkortet: FDDE) er en dansk brancheforening for private detektiver i Danmark, foreningen blev stiftet den 8. oktober 2003. Ifølge foreningen selv talte den 16 medlemmer i 2014.
FDDE beskriver sit primært formål således "at sikre at de personer og virksomheder der entrerer med et detektivbureau, får en ordentlig og redelig behandling, i overensstemmelse med foreningens vedtægter og gældende lovgivning".
FDDE blev i 2005 er medlem af Internationale Kommission der Detektiv-Verbände (IKD).